# Gertraud Wendlandt
Gertraud Wendlandt (* 13. August 1951 in Altentreptow; † 27. April 2023) war eine deutsche Bildhauerin.

## Leben und Werk
Gertraud Wendlandt zeigte schon als Kind eine Begabung zur figürliche Gestaltung. Sie absolvierte bis 1969 in Demmin eine Berufsausbildung zur Motorenbauerin mit Abitur. Danach arbeitete sie als Theaterplastikerin im Malsaal des Friedrich-Wolf-Theaters Neustrelitz. Von 1971 bis 1976 studierte sie Bildhauerei bei Karl Heinz Schamal, Karl Lemke und Werner Stötzer an der Kunsthochschule Berlin-Weißensee.
Nach dem Studium lebte sie als freischaffende Bildhauerin in Klink, bis 1979 mit einem Fördervertrag, und ab 1995 in Lansen-Schönau, das heute zu Peenehagen gehört. Dort hatte sie mit Freunden, die das Figurentheater Ernst Heiter betreiben, ab 1992 aus einer alten Baracke ihr Heim erbaut.
Gertraud Wendlandt hatte eine bedeutende Zahl von Einzelausstellungen und Ausstellungsbeteiligungen, in der DDR u. a. 1987/1988 an der X. Kunstausstellung der DDR. Sie arbeitete aktiv im Verband Bildender Künstler der DDR. 1989 beteiligte sie sich anlässlich der Ausstellung „Werner Stötzer. Seine Lehrer. Seine Schüler“ in der Berliner Galerie im Körnerpark an einer Podiumsdiskussion mit „West- und Ostkünstlern“.
Bildhauerische Arbeiten der Künstlerin befinden sich in vielen Orten Mecklenburg–Vorpommerns, z. B. im Skulpturenpark Schwaan, aber u. a. auch auf der Museumsinsel von Schloss Gottorf, im Museum Flensburg und in der Badischen Landesbibliothek Karlsruhe. 2018 schuf sie das Bronzerelief des Grabdenkmals am Ehrengrab von Anagarika Govinda in Waldheim.
Ihren Vorlass übereignete Gertraud Wendlandt dem vom Landkreis Mecklenburgische Seenplatte getragenen Archiv Bildende Kunst.
Gertraud Wendlandt war Mutter eines Sohnes.

## Mitgliedschaften
- bis 1990: Verband Bildender Künstler der DDR
- ab 1990: Künstlerbund Mecklenburg und Vorpommern e. V. im BKK

## Rezeption
„Grundlage ihres plastischen und zeichnerischen Schaffens war und ist stets die Figur, der nackte menschliche Körper, das dominierende Thema der abendländischen Plastik seit der Antike. Fast immer neigt die Künstlerin dazu, ihren figurativen männlichen und weiblichen Akten und Köpfen aus Ton, Beton und Bronze eine in sich ruhende, beinahe architektonisch wirkende Stabilität zu verleihen.“
François Maher Presley